# Romeos
Romeos è un film diretto da Sabine Bernardi. La pellicola è stata presentata nella sezione Panorama al Festival internazionale del cinema di Berlino l'11 febbraio 2011 ed ha partecipato al Frameline Film Festival di San Francisco il 21 giugno del medesimo anno.

## Trama
Lukas, ragazzo trans, sta seguendo una terapia ormonale. Trasferitosi a Colonia per il servizio civile obbligatorio, viene erroneamente assegnato ad una residenza di giovani infermiere. Per mezzo dell'amica Ine, Lukas vince alcune difficoltà della vita da transgender e conosce Fabio, un bel ragazzo molto mascolino dal fisico prestante, inconsapevole della identità transgender di Lukas. I due ragazzi cominciano a frequentarsi e ad essere sempre più attratti l'uno dall'altro ma dovranno confrontarsi con l'identità segreta di Lukas.